# Ligue Professionnelle 1
Ligue Professionnelle 1 (arabiska: الرابطة الجزائرية المحترفة الأولى لكرة القدم),  även känd som  Ligue 1 och tidigare känd som Championnat National 1, är den högsta ligan i fotboll för herrar i Algeriet. Ligan består av 16 klubbar och nedflyttning sker till Ligue 2. Ligans officiella namn är Ligue Professionelle 1 Nedjma eftersom den är sponsrad av det kuwaitiska telekomföretaget Nedjma. 
Ligan skapades 1962, när Algeriet blev självständigt från Frankrike. Fram till 1950 fanns endast regionala ligor. Mellan 1920 och 1956 spelade vinnarna i dessa ligor i Nordafrikanska mästerskap, tillsammans med ligavinnare från Marocko och Tunisien. 
Mellan 1957 och 1962 hölls Nordafrikanska mästerskap utan deltagande från Marocko och Tunisien, som då hade uppnått självständighet. Denna liga kallades Algeriska mästerskapet.

## Klubbar 2019/20
| Lag                   | Stad               | Arena                          | Kapacitet |
| --------------------- | ------------------ | ------------------------------ | --------- |
| AS Aïn M'lila         | Aïn M'lila         | Touhami Zoubir Khelifi Stadium | 8 000     |
| ASO Chlef             | Chlef              | Stade Mohamed Boumezrag        | 18 000    |
| CA Bordj Bou Arréridj | Bordj Bou Arréridj | August 20, 1955 Stadium        | 25 000    |
| CR Belouizdad         | Alger              | Stade 20 Août 1955             | 10 000    |
| CS Constantine        | Constantine        | Stade Mohamed Hamlaoui         | 40 000    |
| ES Sétif              | Sétif              | Stade 8 Mai 1945               | 25 000    |
| JS Kabylie            | Tizi Ouzou         | Stade 1er Novembre 1954        | 15 000    |
| JS Saoura             | Béchar             | Stade 20 Août 1955             | 20 000    |
| MC Alger              | Alger              | Stade 5 Juillet 1962           | 64 000    |
| MC Oran               | Oran               | Stade Ahmed Zabana             | 40 000    |
| NA Hussein Dey        | Alger              | Stade 20 Août 1955             | 10 000    |
| NC Magra              | Sétif              | Stade 8 Mai 1945               | 25 000    |
| Paradou AC            | Alger              | Stade Omar Hamadi              | 10 000    |
| US Biskra             | Biskra             | Stade du 18 Février            | 24 000    |
| USM Alger             | Alger              | Stade Omar Hamadi              | 10 000    |
| USM Bel Abbès         | Sidi Bel Abbès     | Stade 24 Fevrier 1956          | 45 000    |

## Titlar per klubb
Fetmarkerade lag tävlar 2019/2020 i Ligue Professionnelle 1.

Det är idag 21 klubbar som vunnit algeriska högstadivisionen. Rekordet hålls av JS Kabylie med 14 titlar.
| Lag            | Mästare | Tvåa | Säsonger som vinnare |
| -------------- | ------- | ---- | --- |
| JS Kabylie     | 14      | 11   | 1972–73, 1973–74, 1976–77, 1979–80, 1981–82, 1982–83, 1984–85, 1985–86, 1988–89, 1989–90, 1994–95, 2003–04, 2005–06, 2007–08 |
| USM Alger      | 8       | 4    | 1962–63, 1995–96, 2001–02, 2002–03, 2004–05, 2013–14, 2015–16, 2018–19                                                       |
| CR Belouizdad  | 8       | 4    | 1964–65, 1965–66, 1968–69, 1969–70, 1999–00, 2000–01, 2019–20, 2020–21                                                       |
| ES Sétif       | 8       | 3    | 1967–68, 1986–87, 2006–07, 2008–09, 2011–12, 2012–13, 2014–15, 2016–17                                                       |
| MC Alger       | 8       | 3    | 1971–72, 1974–75, 1975–76, 1977–78, 1978–79, 1998–99, 2009–10, 2023/24                                                       |
| MC Oran        | 4       | 9    | 1970–71, 1987–88, 1991–92, 1992–93                                                                                           |
| CS Constantine | 2       | 1    | 1996–97, 2017–18 |
| NA Hussein Dey | 1       | 5    | 1966–67 |
| USM El Harrach | 1       | 3    | 1997–98 |
| RC Kouba       | 1       | 1    | 1980–81 |
| MO Constantine | 1       | 1    | 1990–91 |
| Hamra Annaba   | 1       | 0    | 1963–64 |
| GC Mascara     | 1       | 0    | 1983–84 |
| US Chaouia     | 1       | 0    | 1994–95 |
| ASO Chlef      | 1       | 0    | 2010–11 |